# آلموند (آلاباما)
آلموند (به انگلیسی: Almond) یک منطقهٔ مسکونی در ایالات متحده آمریکا است که در شهرستان رندولف، آلاباما واقع شده‌است. آلموند ۲۵۶٫۹۵ متر بالاتر از سطح دریا قرار دارد.